# Кристиан I (Олденбург)
Кристиан I фон Олденбург (на немски: Christian I von Oldenburg, der Streitbare; * ок. 1123, † ок. 1167, Олденбург) е от 1142 г. граф на Олденбург. Споменат е за пръв път през 1148 г.

## Биография
Той е вторият син на граф Егилмар II фон Олденбург († 1142) и на Айлика фон Верл-Ритберг, дъщеря на граф Хайнрих II фон Ритберг († 1116) и графиня Беатрикс фон Хилдрицхаузен († 1115/1122), дъщеря на граф Хайнрих II фон Хилдрицхаузен, маркграф на баварския Нордгау († сл. 1089) и съпругата му Беатрикс фон Швайнфурт († 1104).
След смъртта на баща му през 1142 г. той го последва заедно с брат му Хайнрих I (1122 – 1167). Те си разделят наследството на баща им. Кристиан остава в Олденбург, а брат му Хайнрих основава линията Вилдесхаузен.
Кристиан I е васал на Хайнрих Лъв. Кристиан I и брат му участват през 1153 г. във военните походи на Хайнрих Лъв срещу фризите. Кристиан I участва през 1154/1155 г. в похода до Италия на Фридрих I Барбароса (1154 – 1155) и през 1164 г. в похода против Мекленбург.
Той умира ок. 1167 г. по време на обсадата на Олденбург от Велфи-херцога. Понеже децата му са малки, Хайнрих Лъв определя политиката на Олденбург до неговото сваляне (1180/1181).

## Фамилия
Кристиан I е женен за Кунигунда фон Ферсфлехт († сл. 1198), дъщеря на граф Герберт фон Ферсфлехт († сл. 1143). Двамата имат децата:
- Мориц I фон Олденбург (* ок. 1145; † сл. 1209), ∞ Салома фон Хохщаден-Викрат († сл. 1211)
- Кристиан II фон Олденбург, Кръстоносеца (* пр. 1167; † 1192, Бергедорф, Хамбург)
- дъщеря († сл. 1185), омъжена за граф Алберт I фон Попенбург († 14 септември 1191)